# 德梅站
德梅站（Demey）是布鲁塞尔地铁5号线的车站，位于比利时布鲁塞尔首都大区奥德海姆。

## 名称
该站位于以奥德海姆市长古斯塔夫·德梅命名的古斯塔夫·德梅大道附近，因而得名。